# چانگ اون-کیونگ
چانگ اون-کیونگ (کره‌ای: 장은경؛ ۲۶ مهٔ ۱۹۵۱ – ۳ دسامبر ۱۹۷۹) جودوکار اهل کره جنوبی بود.
از افتخارات وی میتوان به کسب مدال نقره در بازی‌های المپیک تابستانی ۱۹۷۶ اشاره کرد.